# Donald Ethell
Donald Stewart Ethell (ur. 23 lipca 1937 w Vancouver, Kolumbia Brytyjska) – były pułkownik armii kanadyjskiej i były porucznik gubernator Alberty.

## Życiorys
Ethell urodził się w Vancouver w 1937 roku. Zapisał się do armii kanadyjskiej w 1955 roku po nie dostaniu się do marynarki i do sił lotniczych. Ethell osiągnął rangę pułkownika. Brał udział w czternastu międzynarodowych misjach pokojowych, w zadaniach wojskowych na Cyprze, Libii, Syrii, Jordanii, Egipcie, Izraelu, Ameryce Środkowej i na Bałkanach. Jest oficerem Orderu Kanady oraz Orderu Zasługi Wojskowej i członkiem Order Doskonałości.
W dniu 8 kwietnia 2010 roku, premier Stephen Harper ogłosił nominację Donalda Ethell jako następnego gubernatora porucznika Alberty. Został zaprzysiężony w dniu 11 maja 2010 roku.